# Danuta Branna
Danuta Branna, Dana Branná (ur. 1959) – polska działaczka społeczna na Śląsku Cieszyńskim, posłanka do Zgromadzenia Federalnego Czechosłowacji (1990–1992), przewodnicząca Rady Polaków (1992–1993), redaktor naczelna „Głosu Ludu” (2003–2005).

## Życiorys
Ukończyła studia z dziedziny archiwistyki na Uniwersytecie Masaryka w Brnie, następnie zaś uzyskała stopień doktora filozofii. Była pracownikiem naukowym Muzeum Regionalnego w Czadcy. W latach 1990–1992 sprawowała mandat posłanki do Izby Ludu Zgromadzenia Narodowego Czechosłowacji z ramienia Forum Obywatelskiego – została zgłoszona przez Sekcję Polską działającą przy FO. Aktywna w życiu Polaków na Śląsku Cieszyńskim, zasiadała w Radzie Polaków, będąc jej prezesem w latach 1992–1993. Pełniła funkcję redaktora naczelnego „Głosu Ludu” (2003–2005).